# Hugh Arnold-Forster
Hugh Oakeley Arnold-Forster (ur. 19 sierpnia 1855, zm. 12 marca 1909) – brytyjski polityk, członek Partii Liberalno-Unionistycznej, minister w rządzie Arthura Balfoura.

## Życiorys
Był synem Williama Delafielda Arnolda, brytyjskiego administratora w Pendżabie. Po śmierci ojca w 1859 r. został adoptowany przez siostrę ojca Jane i jej męża, Williama Edwarda Forstera. Wykształcenie odebrał w Rugby School oraz w University College na Uniwersytecie Oksfordzkim. W 1879 r. rozpoczął praktykę adwokacką.
W 1880 r. został prywatnym sekretarzem swojego przybranego ojca, który był wówczas głównym sekretarzem Irlandii w liberalnym rządzie Gladstone’a. W 1885 r. został członkiem Cassell & Co. W 1894 r. został sekretarzem Imperial Federation League.
Arnold-Forster został wybrany do Izby Gmin w 1892 r. jako reprezentant okręgu Belfast West. Od 1906 r. aż do śmierci reprezentował okręg wyborczy Croydon. W 1900 r. został parlamentarnym sekretarzem przy Admiralicji. W 1903 r. został członkiem Tajnej Rady. W latach 1903–1905 był ministrem wojny. Powołał on komisję lorda Eshera do spraw reformy British Army po II wojnie burskiej.

## Rodzina
W 1885 r. poślubił Mary Story-Maskelyne (1861–1951), córkę Nevila Story’ego Maskelyne’a. Hugh i Mary mieli razem czterech synów:
- William Edward Arnold-Forster (8 maja 1886 – 1951), ożenił się z Katherine Cox, miał dzieci
- Mervyn Nevill Arnold-Forster (21 marca 1888 – 6 maja 1927)
- John Anthony Arnold-Forster (20 września 1889 – 1958), ożenił się z Daphne Mansel-Pleydell, miał dzieci
- komandor Hugh Christopher Arnold-Forster (9 grudnia 1890 – 21 lipca 1965), był zastępcą dyrektora wywiadu marynarki podczas II wojny światowej, ożenił się z Marcią Buddicom i Frances Brown

## Publikacje
- How to Solve the Irish Land Question
- The Citizen Reader
- The Laws of Everyday Life
- This World of Ours
- In a Conning Tower
- Things New and Old
- Our Home Army
- A History of England
- Army Letters
- The Coming of the Kilogram
- Our Great City
- The Army in 1906: a Policy and a Vindication
- English Socialism of To-Day